# Силицид лютеция
Силицид лютеция — бинарное неорганическое соединение
лютеция и кремния с формулой LuSi,
кристаллы стального цвета,
не растворяется в воде.

## Получение
- Сплавление стехиометрических количеств чистых веществ:

{\displaystyle {\mathsf {Lu+Si\ {\xrightarrow {T}}\ LuSi}}}

## Физические свойства
Силицид лютеция образует кристаллы стального цвета
ромбической сингонии,
пространственная группа C mcm,
параметры ячейки a = 0,415 нм, b = 1,024 нм, c = 0,375 нм.
Не растворяется в воде.